# Линцмайер, Манфред
Ма́нфред Линцма́йер (нем. Manfred Linzmaier; род. 27 августа 1962, Куфштайн, Австрия) — австрийский футболист и тренер. В составе сборной Австрии участник чемпионата мира 1990 года.

## Карьера

### Клубная карьера
Свою профессиональную карьеру Линцмайер начал в 1980 году в клубе «Ваккер» из Инсбрука, который в 1986 году объединился с клубом «Сваровски» из города Ваттенс и стал называться «Сваровски-Тироль». В 1992 году союз распался, и лицензия была возвращена «Ваккеру», который, однако, просуществовал всего лишь ещё год. Всего за эти команды Линцмайер провёл 13 сезонов чемпионата Австрии, став двукратным чемпионом и двукратным обладателем Кубка Австрии.
В 1993 году Линцмайер перешёл в клуб «ЛАСК», выступавший в первой австрийской лиге и помог команде её выиграть и получить право на следующий сезон сыграть в Бундеслиге. Второй подобный успех состоялся два года спустя — Линцмайер вновь стал победителем первой лиги, на этот раз с «Линцем». Закончил свою карьеру австриец в клубе из родного для себя города — «Куфштайне».

### Карьера в сборной
Дебют Линцмайера за сборную Австрии состоялся 16 декабря 1985 года в товарищеском матче против сборной Югославии.
В 1990 году принял участие в игре чемпионата мира в Италии против хозяев поля. На 33 минуте в победной для австрийцев на мундиале игре против сборной США Артнер получил красную карточку и был удалён с поля.
Последним матчем Линцмайера в майке национальной команды стала товарищеская встреча со Швецией в мае 1991 года. Всего же за сборную своей страны он отыграл 27 матчей, на один из которых выходил с капитанской повязкой, и забил 2 мяча.
Голы за сборную
| № | Дата            | Соперник | Счёт | Голы Линцмайера | Турнир                   |
| 1 | 15 октября 1986 | Албания  | 3:0  | 1               | Отборочные матчи ЧЕ-1988 |
| 2 | 1 апреля 1987   | Испания  | 2:3  | 1               | Отборочные матчи ЧЕ-1988 |

### Карьера тренера
После завершения карьеры игрока Линцмайер работал помощником главного тренера Курта Яры в «Тироле», «Гамбурге» и «Кайзерслаутерне». В 2005 году занимал пост исполняющего обязанности главного тренера «Аустрии» из Зальцбурга. В настоящее время занимается скаутской работой в немецком «Ингольштадте 04».

## Достижения
«Сваровски-Тироль»:
- Чемпион Австрии: (2) 1988/89, 1989/90
- Обладатель Кубка Австрии: (2) 1988/89

 «Ваккер» (Инсбрук):
- Обладатель Кубка Австрии: (1) 1992/93

 «ЛАСК»:
- Победитель Первой лиги Австрии: (1) 1993/94

 «Линц»:
- Победитель Первой лиги Австрии: (1) 1995/96